# Li Ning
Li Ning (chiń. upr. 李宁; chiń. trad. 李寧; pinyin Lǐ Níng; ur. 8 września 1963 w Liuzhou w Chinach) – chiński gimnastyk.
Był bohaterem igrzysk olimpijskich w Los Angeles w 1984 r., podczas których zdobył trzy złote, dwa srebrne i brązowy medal. Po zakończeniu kariery sportowej w 1986 roku został biznesmenem. Prowadzi firmę, produkującą odzież i sprzęt sportowy.
8 sierpnia 2008 r. zapalił znicz olimpijski podczas ceremonii otwarcia igrzysk w Pekinie.
Jest przedstawicielem mniejszości narodowej Zhuang.